# صرف سطحي

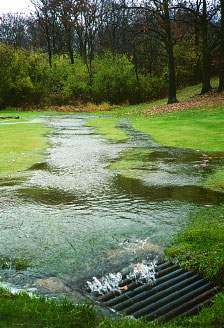

الصرف السطحي  (ملاحظة 1)أو السيحان هو مصطلح يشير لسير المياه من المطر أو بعد تشبع التربة أو ذوبان الثلج أو غيره على سطح الأرض وهو جزء رئيسي من دورة الماء. جريان المياه السطحية (المعروف أيضًا باسم فائض المطر الجاري)، هو تدفق المياه الذي يحدث عندما تتدفق مياه الأمطار الزائدة أو مياه الجليد المنصهر أو مصادر جريان أخرى فوق سطح الأرض. يمكن أن يحدث هذا الجريان عندما تكون التربة مشبعة بالكامل، وهطول المطر أسرع من قدرة التربة على الامتصاص. يحدث الجريان السطحي غالبًا لأن المساحات غير النفاذة (مثل الأسطح والأرصفة) لا تسمح بتشرب الماء في الأرض. يُعد جريان المياه السطحية عنصرًا رئيسيًا في دورة المياه، وهو العامل الأساسي لتعرية التربة بفعل المياه. تُسمى منطقة الأرض التي تُسبب جريان المياه السطحية التي تصب إلى نقطة مشتركة مستجمعًا مائيًا. يُعد جريان المياه السطحية الذي يحدث على سطح الأرض قبل الوصول إلى القناة مصدرًا غير محدد للتلوث، إذ يمكن أن يحمل ملوثات بشرية أو أشكالًا طبيعية للتلوث (مثل الأوراق المتعفنة). تشمل الملوثات البشرية الموجودة في جريان المياه السطحية كلًا من النفط ومبيدات الآفات والأسمدة وغيرها. يُعد جريان المياه السطحية في المناطق الحضرية -بالإضافة إلى التسبب في التعرية بفعل المياه والتلوث- السبب الرئيسي للفيضانات الحضرية التي يمكن أن تؤدي إلى تلف الممتلكات، وتوليد الرطوبة والعفن في الطوابق السفلية للمباني، بالإضافة إلى فيضانات الشوارع.

## المنشأ
يمكن أن يتولد جريان المياه السطحية إما عن طريق هطول الأمطار أو تساقط الثلوج أو ذوبان الثلوج أو الجليدة الثلجية.
يحدث ذوبان الثلوج والجليدة الثلجية فقط في المناطق الباردة بما يكفي لتتشكل بشكل دائم. يصل ذوبان الثلج إلى ذروته في الربيع عادةً، وذوبان الجليدة الثلجية في الصيف، ما يؤدي إلى ارتفاع تدفق الأنهار المتأثرة بها إلى الحد الأقصى. تُعد كل من درجة حرارة الهواء ومدة التعرض للإشعاع الشمس العاملين المحددين لمعدل ذوبان الثلوج أو الجليدة الثلجية. يرتفع منسوب التيارات المائية في المناطق الجبلية العالية في الأيام المشمسة وينخفض في الأيام الغائمة لهذا السبب.
يحدث جريان المياه السطحية بسبب الأمطار في المناطق التي لا يوجد فيها ثلوج. ومع ذلك، لن ينتج كل هطول الأمطار جريانًا سطحيًا، لأن القدرة التخزينية للتربة يمكن أن تمتص الزخات المطرية الخفيفة. تستطيع الجذور العنقودية بشبكاتها الكثيفة للغاية من شعر الجذور في الترب القديمة للغاية الموجودة في أستراليا وجنوب أفريقيا أن تمتص الكثير من مياه الأمطار حتى تمنع الجريان السطحي، وذلك حتى عندما تسقط كميات كبيرة من الأمطار. هناك حاجة في هذه المناطق إلى كميات كبيرة من الأمطار والتبخر المحتمل لتوليد أي جريان سطحي حتى في طبقات التربة الممتدة الأكثر خصوبة، ما يؤدي إلى تشكل تيارات مائية ذات تكيفات متخصصة ومتفاوتة للغاية (عادةً سريعة الزوال).

## تخلل فائض المطر الجاري
يحدث تخلل فائض المطر الجاري عندما يتجاوز معدل هطول الأمطار على سطح ما معدل تخلل الماء في الأرض، وتُملأ جميع مخزونات المنخفضات. يُسمى هذا الأمر تخلل فائض المطر الجاري، أو فائض المطر الجاري الهورتوني (نسبةً لروبرت هورتون)، أو فائض المطر الجاري غير المشبع. يحدث هذا بشكل أكثر شيوعًا في المناطق القاحلة وشبه القاحلة، حيث تكون كثافة هطول الأمطار عالية وقدرة الماء على التخلل في التربة قليلة بسبب الأسطح غير النفاذة، أو في المناطق المعبدة، ويحدث هذا بدوره إلى حد كبير في مناطق المدن حيث تمنع الأرصفة المياه من التخلل.

## التأثير البشري
يزيد التحضر من جريان المياه السطحية من خلال إنشاء أسطح غير نفاذة مثل الطرقات المعبدة والمباني التي لا تسمح بتخلل الماء عبر التربة إلى طبقات المياه الجوفية. وبدلاً من ذلك، تُدفع مباشرةً إلى التيارات المائية أو خزانات تجميع المياه المطرية، حيث يمكن أن تكون التعرية والانسداد مشكلتين كبيرتين، حتى عند عدم حدوث فيضانات. تقلل زيادة الجريان السطحي من عملية إعادة تغذية المياه الجوفية، لذا تسبب خفض منسوب المياه الجوفية وجعل الجفاف أكثر سوءًا، خاصة بالنسبة للفلاحين الزراعيين وغيرهم ممن يعتمدون على آبار المياه.
يزداد التأثير البشري لتلوث المياه عندما تُذاب الملوثات بشرية المنشأ أو تُعلّق في مياه الجريان السطحي. يمكن أن تصل حمولة الملوثات هذه إلى العديد من المياه المستقبلة مثل التيارات المائية والأنهار والبحيرات ومصبات الأنهار والمحيطات مع ما ينتج عن ذلك من تغيرات كيميائية للمياه في أنظمتها والنظم البيئية المرتبطة بها.
حدد تقرير صادر عن مجلس البحوث الوطني الأمريكي في عام 2008  مياه الأمطار الحضرية بصفتها مصدرًا رائدًا لمشاكل جودة المياه في الولايات المتحدة.
من المتوقع أن تتغير أنماط هطول الأمطار وخاصةً مع زيادة كمية بخار الماء الجوي، بسبب استمرار البشر في تغيير المناخ من خلال زيادة كمية الغازات الدفيئة المُنبعثة إلى الغلاف الجوي. سيكون لهذا الأمر نتائج مباشرة على كميات مياه الجريان السطحي.

## هوامش
- ملاحظة 1 المرادفات: مدد النهر أو صبب سطحي أو جريان سطحي أو انسيال سطحي أو جريان المياه السطحية